# Émile Probst
Émile Probst, auch Emil Probst, (geboren 15. Oktober 1913 in Vianden; gestorben 2. Dezember 2004 in Luxemburg (Stadt)) war ein luxemburgischer Verleger, Zeichner, Illustrator, Karikaturist, Grafiker und Glasmaler.

## Leben
Émile Probst wurde in Vianden als Sohn des Lehrers Nicolas Probst und seiner Frau Anne-Marie Noirhomme geboren.
Er war verheiratet mit Denise Probst-Massin (* 19. Februar 1913 in Brüssel; † 18. Oktober 1980), die ebenfalls Künstlerin war. Mit ihr zusammen entwarf er viele Buntglasfenster.
Joseph Probst ist sein älterer Bruder (* 18. November 1911 in Luxemburg; † 8. Juli 1997), der ebenfalls auch Künstler war. Joseph Probst war Maler, Keramiker und Glasmaler. Die Brüder gestalteten zum Beispiel in Echternach in der Basilika St. Willibrord der Reichsabtei Echternach mehrere Glasfenster gemeinsam.
In der Zeit von 1935 bis 1941 war er künstlerischer und technischer Leiter der Sankt-Paulus-Druckerei, 1945 war er Mitbegründer der Zeitschrift Revue.
Émile Probst starb 2004 im Alter von 91 Jahren.

## Weitere Fenster (Auswahl)
Weitere Fenster von Émile Probst sind in der Kathedrale unserer lieben Frau in der Stadt Luxemburg.
- mehrere Fenster in der Kirche Schmerzhafte Mutter (Fürstenhausen) in Völklingen, 1954[5]
- mehrere Fenster in der Kirche St. Johannes Baptista in Altenkessel (Saarbrücken), um 1955[6]
- Fenster Luxemburger Gnadenbild der Trösterin der Betrübten in der Kirche Saint-Georges in Fischbach, 1957[7]
- mehrere Fenster in der Kirche St. Hubertus in Jägersfreude (Saarbrücken), 1958[8]

Zusammen mit seinem Bruder gestaltete er 1951 drei Fenster im Chor der Kirche St. Martin in Düdelingen. Auf ihnen sind Johannes der Täufer, Martin von Tours und die heilige Barbara dargestellt.

## Werke (Auswahl)
Auf der New York World’s Fair im Jahr 1939 in New York City stellte er zusammen mit Josef Meyers und Pierre Blanc die Landesgeschichte des Herzogtums für den luxemburgischen Pavillon in einer übergroßen Illustration dar.
Für Bischof Léon Lommel entwarf er 1949 das Wappen.
Probst illustrierte 1945 für den luxemburgischen Kunsthistoriker und Autoren Georges Schmitt (* 19. Dezember 1907 in Luxemburg; † 14. Juli 1986) das Kinder- und Jugendbuch Aus dem Liewe vum Zënt Märten.
Weiter veröffentlichte Probst in den 1960er Jahren eine Reihe von Heiligenleben als Bilderbücher, die auch übersetzt wurden. Er galt als einer der "besten Illustratoren religiöser Bilderbücher".
Er illustrierte sechs Heiligengeschichten, die von dem Religionspädagogen Josef Quadflieg geschrieben sind im Patmos Verlag:
- Aus dem Leben des hl. Franz von Assisi, 1963
- Aus dem Leben der Mutter Gottes, 1963
- Aus dem Leben des Hl. Paulus, 1964
- Aus dem Leben des Hl. Antonius von Padua, 1964
- Aus dem Leben des Hl. Martin, 1965
- Aus dem Leben des Hl. Nikolaus, 1965

Im Jahr 1962 schuf er für die katholische Pfarrkirche in Bonneweg aus Kupferplatten eine Kreuzigungsgruppe für den Chorraum.
Zusammen mit seiner Frau Denise Probst-Massin entwarf er im Jahr 1966 einen 4 mal 3 Meter großen Wandteppich für die Kapelle Glacis. Die Fenster in der Kapelle sind ebenfalls von ihnen.